# Coma en serie
En la puntuación inglesa, la coma en serie (en inglés: serial comma o series comma), también llamada coma de Oxford (en inglés: Oxford comma) o coma de Harvard (en inglés: Harvard comma), es una coma que se coloca inmediatamente después del penúltimo elemento y antes de la conjunción coordinante —comúnmente y u o— en una serie de tres o más elementos. Por ejemplo, una lista de tres países podría estar puntuada sin la coma en serie como «España, Francia e Italia» o con la coma en serie como «España, Francia, e Italia». La coma en serie puede servir para evitar ambigüedades en contextos específicos, aunque su uso también puede generar ambigüedad en determinadas circunstancias.
El uso de la coma en serie varía entre escritores y editores y también varía entre las variedades regionales del inglés. El inglés británico permite tanto la inclusión como la omisión de esta coma, mientras que en el inglés estadounidense la coma es común e incluso se considera obligatoria en varios manuales de estilo, con el estilo APA, el Manual de estilo de Chicago, el Uso del inglés moderno de Garner, The Elements of Style de William Strunk Jr. e E. B. White, y el Manual de estilo de la Oficina de Publicaciones del Gobierno de los Estados Unidos, recomendando o exigiendo su uso. Por el contrario, el Manual de estilo de Associated Press y el Manual de estilo de The New York Times desaconsejan su uso. El manual de estilo de The Canadian Press en Canadá también recomienda no emplearla. La mayoría de los manuales de estilo británicos no exigen su uso, y el manual de estilo de The Economist señala que la mayoría de los escritores británicos la utilizan únicamente para evitar la ambigüedad. Cabe destacar que el Manual de estilo de Oxford la recomienda —de ahí el nombre, coma de Oxford—. Sin embargo, el Manual de estilo de la Universidad de Oxford, en su edición de 2014, recomienda no usarla indiscriminadamente.
The Oxford Companion to the English Language señala: «El uso varía en cuanto a la inclusión de una coma antes y en el último elemento... Esta práctica es controvertida y se conoce como coma en serie o coma de Oxford, porque es parte del estilo propio de Oxford University Press».
Sólo se utiliza en inglés; en español ésta se censura. La Real Academia Española explica que, como regla general, el uso de la coma es incompatible con las conjunciones y, e, ni, o, u cuando este signo se utiliza para separar elementos de una misma serie o miembros sintácticamente equivalentes dentro de un mismo enunciado.

## Historia
La coma en sí se atribuye generalmente a Aldo Manucio, un impresor italiano del siglo XV que utilizaba una marca —hoy reconocida como coma— para separar palabras. Etimológicamente, la palabra coma, que se utilizó ampliamente para describir la marca de Manucio, proviene del griego κόμμα kómma (literalmente, ‘corte’). La coma en serie se ha utilizado durante siglos en una variedad de idiomas, aunque no necesariamente de manera uniforme o regulada.
La coma en serie se atribuye con mayor frecuencia a Horace Hart, impresor y controlador de la Oxford University Press desde 1893 hasta 1915. Horace Hart escribió las Reglas de Hart para compositores y lectores en 1905 como un manual de estilo para los empleados que trabajaban en la imprenta. El manual de estilo de Hart exigía el uso de la coma en serie, pero el signo de puntuación no tuvo un nombre distintivo hasta 1978, cuando Peter Sutcliffe se refirió a la coma de Oxford como tal en su relato histórico de Oxford University Press.
Sin embargo, Sutcliffe atribuyó la coma de Oxford no a Horace Hart sino a Frederick Howard Collins, quien la mencionó en su libro de 1905, Author & Printer: A Guide for Authors, Editors, Printers, Correctors of the Press, Compositors, and Typists.

## Argumentos de uso

### A favor
Argumentos comunes para el uso consistente de la coma en serie:
1. El uso de la coma es consistente con la práctica convencional de la región.
2. Puede resolver ambigüedades.
3. Su uso es consistente con otros medios de separar elementos en una lista (por ejemplo, cuando se utilizan puntos y comas para separar elementos, siempre se incluye uno antes del último elemento).

### En contra
Argumentos comunes contra el uso sistemático de la coma en serie:
1. La omisión de la coma es coherente con la práctica convencional de la región.
2. Puede introducir ambigüedades.
3. Cuando el espacio es escaso, la coma agrega redundancia y volumen innecesario al texto.

Muchas fuentes se oponen tanto al uso sistemático como a la evitación sistemática de la coma en serie, y hacen recomendaciones de forma más matizada.